# Ojkovica
Ojkovica (cyr. Ојковица) – wieś w Serbii, w okręgu zlatiborskim, w gminie Nova Varoš. W 2011 roku liczyła 226 mieszkańców.